# 旅顺师范学堂旧址
旅顺师范学堂旧址，位于辽宁省大连市旅顺口区列宁街24号，现由驻军215医院管理使用，已列为辽宁省文物保护单位。

## 历史
旅顺师范学堂旧址建于俄占时期，最初为旅顺最大的商店，由德、美、俄等国人经营。1916年，日本当局在此成立旅顺高等学堂师范科。1918年师范科独立建校，定名旅顺师范学堂。1932年改为旅顺高等公学校师范部。1944年师范部独立建校，定名旅顺师范公学校。1945年后改为苏军医院，1955年由中国军队接管。

## 建筑
旅顺师范学堂旧址为俄式三层建筑，建筑面积4259平方米，占地面积5000平方米。

## 保护
2014年10月，旅顺师范学堂旧址公布为第九批辽宁省文物保护单位，编号9-166。